# Aurélie Viel
 (octobre 2017).
Si vous disposez d'ouvrages ou d'articles de référence ou si vous connaissez des sites web de qualité traitant du thème abordé ici, merci de compléter l'article en donnant les références utiles à sa vérifiabilité et en les liant à la section « Notes et références ».
Pour les articles homonymes, voir Viel.
Aurélie Viel est une auteur et dramaturge française née à Paris le 2 février 1974.
Elle est la fille de Marie-Noëlle Pelloquin et du peintre Gerarviel.
Après des études d'art dramatique auprès de Marianne Valéry, Aurélie Viel passe de petits boulots en petits boulots, avant de faire créer sa première pièce, Lola, en 1994, au sein de la compagnie Les Baladins en Agenais.
Elle a également publié un recueil de nouvelles, Le dernier sursaut.

## Œuvres

### Théâtre
- 2006 : Conte toujours, tu m'intéresses ! [1]
- 2000 : La bergère, l'empereur et le petit pois d'après les contes d'Andersen[2]
- 2000 : Le terrier magique[3]
- 2001 : Picoline (reprise de La dernière Picoline)[4]
- 2000 : La dernière Picoline [5]
- 1998 : La Fontaine de haut en bas & Dansons, chantons autour de La Fontaine
- 1994 : Lola [6]